# Espace urbain de Guéret
Cet article court présente un sujet plus développé dans : Espace urbain.
L’espace urbain de Guéret était un espace urbain centré sur la ville de Guéret. C'était en 1999 le 67e des 96 espaces urbains français par la population, il comportait alors 28 communes.
L'INSEE a remplacé ce zonage en 2010 par l'aire urbaine de Guéret comprenant 32 communes puis en 2020 par l'aire d'attraction de Guéret comprenant 72 communes dans le département de la Creuse.